# 横瀬貞隆
横瀬 貞隆（よこせ さだたか）は、江戸時代中期の高家旗本。高家横瀬家（表高家）3代当主。官位は従四位下・侍従、駿河守。賀茂真淵と交遊関係にあり、和歌などを学んだ。

## 略歴
享保3年（1718年）、横瀬貞国の長男として誕生。正室は織田長能娘。
享保15年（1730年）4月1日、8代将軍・徳川吉宗に御目見する。享保19年（1734年）5月3日、家督を相続する。宝暦2年12月1日（1753年）、高家職に就き、従五位下・侍従・駿河守に叙任する。後に従四位下に昇進する。明和元年12月23日（1765年）、死去。享年47。
長男・貞幹の早世により、実弟・貞臣が家督を相続した。